# إدوارد بروكر
إدوارد بروكر هو نقابي وسياسي أسترالي، ولد في 4 يناير 1891 في هندون (لندن) في المملكة المتحدة، وتوفي في 18 يونيو 1948 في Montrose, Tasmania ‏ في أستراليا بسبب وذمة الرئة. نشط حزبياً في حزب العمال الأسترالي. وقد انتخب Premier of Tasmania ‏ (19 ديسمبر 1947 – 24 فبراير 1948).